# Eddie Preston
Eddie Preston (Dallas, 9 mei 1925 - Palm Coast, 22 juni 2009) was een Amerikaanse jazz-trompettist, die speelde bij onder meer Charles Mingus en Duke Ellington.
Preston speelde na de Tweede Wereldoorlog in lokale bigbands, daarna was hij actief bij Lionel Hampton (1955-1956), Ray Charles (1959), Louis Jordan (1960-1961), Ellington (1962) en Count Basie (1963). In het midden van de jaren zestig werkte hij bij Mingus, daarna was hij freelancer. In de periode 1970-1972 speelde hij zowel bij Mingus als Ellington. Hij leidde zijn eigen groepen  en was kort actief bij Roland Kirk (1977) en Archie Shepp (1979).

## Discografie (selectie)
met Jim Wynn:
- 1947-1959, Classics, 2003

met Eddie "Cleanhead" Vinson:
- Honk for Texas, JSP, 2006

met Charles Mingus:
- Pithecanthropus, Atlantic, 1956
- Mingus Mingus Mingus Mingus Mingus, Impulse, 1963 (GRP, 1995)

met Duke Ellington:
- Private Sessions vol. 4: Studio Sessions New York 1963, Saja
- Afro-Eurasian Eclipse, Original Jazz Classics, 1971 (1991)
- Live in Warsaw October 30 1971, Gambit, 2009
- Togo Brava Suite, Storyville, 2001

met Roland Kirk:
- Standing Eight (box met drie albums), 32 Jazz,1998

met McCoy Tyner:
- Inner Voices, Original Jazz Classics, 1977 (2000)